# Тінь воїна
«Тінь воїна» (яп. 影武者, Кагемуся, «Воїн-тінь») — японський епічний фільм 1980 року, який поставив режисер Акіра Куросава. У японській мові Кагемуся (Kagemusha) — термін, який вживають для позначення політичного двійника. 1980 року на 33-му-Каннському міжнародному кінофестивалі фільм здобув Золоту пальмову гілку, розділивши нагороду з американський фільмом режисера Боба Фосса «Весь цей джаз». Він був номінований на премію Американської кіноакадемії «Оскар» у категорії за найкращий фільм іноземною мовою та за найкращу роботу художника-постановника (Йошіро Муракі). Стрічка також отримала французьку національну кінопремію «Сезар» як найкращий іноземний фільм .

## Сюжет
Дія фільму відбувається у другій половині XVI століття в Японії, охопленій міжусобними війнами. Суперники феодали б'ються за владу над столицею — Кіото, бо влада над Кіото означає владу над усією Японією. Дрібного злодюжку засуджено до страти, але йому несподівано дарують життя. Річ у тому, що він як дві краплі води схожий на місцевого правителя Такеду Шінґена, владну і сильну людину, один вигляд якої надихав воїнів.
Бажаючи застрахувати себе від потрясінь, родичі примушують злодюжку виконувати роль правителя, яку до нього грав його брат Нобукадо, схожий, але не ідентичний близнюк. Новий двійник стає ніби «тінню» великого воїна. Поступово він переймається своєю новою роллю і починає відчувати свій зв'язок з кланом Такеди.
Двійника ховають до певного часу від людських очей. Але ось настає фатальний час. Хитромудрий ворог, підготувавши снайпера, смертельно ранить Такеду точним пострілом з аркебузи. Смертельно поранений він наказує своїм генералам, щоб вони не розголошували його загибель впродовж трьох років і помирає під час перенесення його тіла через гірський перевал. Тим часом злодюжка, ще не знаючи про долю воєначальника, виконує його обов'язки. Виявивши труп правителя і підслухавши розмову шпигунів, що працюють на ворожий клан Токугава, він пропонує прибічникам Такеди свої послуги як повноправної заміни правителя. Ті погоджуються і тіло убитого Такеди таємно вивозять із замку.
Влада в клані захоплена не дуже тямущим, але активним спадкоємцем — Кацуйорі. «Тінь» Такеди ніяк не може вплинути на прийдешню трагедію.
У фінальній битві клан Такеди зазнає страхітливої поразки. Застосувавши вогнепальну зброю і користуючись недалекоглядністю спадкоємців Такеди, вороги знищують усю його армію. У фінальних кадрах воїн-«тінь», що зневірився, вже у власному одязі обідранця, добровільно приходить на поле битви, де і знаходить свою смерть.

## У ролях
| Тацуя Накадай ···· Такеда Шінґен / Воїн-тінь |
| Цутому Ямадзакі ···· Такеда Нобукадо         |
| Кен'єті Хагівара ···· Такеда Кацуйорі        |
| Джінпачі Незу ···· Цутія Сохатіро            |
| Хідедзі Отакі ···· Ямагата Масакаге          |
| Дайске Рю ···· Ода Нобунаґа                  |

| Масаюкі Юї ···· Токуґава Ієясу  |
| Каорі Момой ···· Оцуяноката     |
| Міцуко Байсьо ···· Оюноката     |
| Хідео Мурота ···· Баба Нобуфуса |
| Такаюкі Сіхо ···· Найто Масатоє |
| Такасі Сімура ···· Тагуті Гьобу |

## Знімальна група
- Автори сценарію — Масато Іде, Акіра Куросава
- Режисер-постановник — Акіра Куросава
- Продюсер — Акіра Куросава
- Виконавчі продюсери — Акіра Куросава, Томоюкі Танака
- Виконавчі продюсери (міжнародна версія) — Френсіс Форд Коппола і Джордж Лукас
- Композитор — Сінітіро Ікебе
- Оператор — Такао Сайто, Масахару Уеда
- Художник-постановник — Йошіро Муракі
- Художник по костюмах — Сейїтіро Хагакусава

## Визнання
| Нагороди та номінації фільму «Тінь воїна» | Нагороди та номінації фільму «Тінь воїна»         | Нагороди та номінації фільму «Тінь воїна»       | Нагороди та номінації фільму «Тінь воїна» | Нагороди та номінації фільму «Тінь воїна» | Нагороди та номінації фільму «Тінь воїна» |
| Рік                                       | Кінофестиваль/кінопремія                          | Категорія/нагорода                              | Номінант                                  | Результат                                 |                                           |
| ----------------------------------------- | ------------------------------------------------- | ----------------------------------------------- | ----------------------------------------- | ----------------------------------------- | ----------------------------------------- |
| 1980                                      | 33-й Каннський міжнародний кінофестиваль          | Золота пальмова гілка                           | Тінь воїна                                | Перемога                                  |                                           |
| 1980                                      | Національна рада кінокритиків США                 | ТОП зарубіжних фільмів                          | Тінь воїна                                | Перемога                                  |                                           |
| 1981                                      | Премія «Оскар»                                    | Найкращий фільм іноземною мовою                 | Йошіро Муракі                             | Номінація                                 |                                           |
| 1981                                      | Премія «Оскар»                                    | Найкращий художник постановник                  | Тінь воїна                                | Номінація                                 |                                           |
| 1981                                      | Премія «Золотий глобус»                           | Найкращий фільм іноземною мовою                 | Тінь воїна                                | Номінація                                 |                                           |
| 1981                                      | Премія BAFTA                                      | Найкращий фільм                                 | Тінь воїна                                | Номінація                                 |                                           |
| 1981                                      | Премія BAFTA                                      | Найкраща режисерська робота                     | Акіра Куросава                            | Перемога                                  |                                           |
| 1981                                      | Премія BAFTA                                      | Найкращий оператор                              | Такао Сайто, Масахару Уеда                | Номінація                                 |                                           |
| 1981                                      | Премія BAFTA                                      | Найкращий дизайн костюмів                       | Найкращий дизайн костюмів                 | Перемога                                  |                                           |
| 1981                                      | Премія Сезар                                      | Найкращий фільм іноземною мовою                 | Тінь воїна                                | Перемога                                  |                                           |
| 1981                                      | Премія «Блакитна стрічка»                         | Найкращий фільм                                 | Тінь воїна                                | Перемога                                  |                                           |
| 1981                                      | Премія «Блакитна стрічка»                         | Найкращий актор                                 | Тацуя Накадай                             | Перемога                                  |                                           |
| 1981                                      | Премія «Блакитна стрічка»                         | Найкращий новий актор                           | Дайске Рю                                 | Перемога                                  |                                           |
| 1981                                      | Премія «Давид ді Донателло»                       | Найкращий зарубіжний режисер                    | Акіра Куросава                            | Перемога                                  |                                           |
| 1981                                      | Премія «Давид ді Донателло»                       | Найкращий зарубіжний продюсер                   | Френсіс Форд Коппола, Джордж Лукас        | Перемога                                  |                                           |
| 1981                                      | Премія «Майніті»                                  | Найкращий фільм                                 | Тінь воїна                                | Перемога                                  |                                           |
| 1981                                      | Премія «Майніті»                                  | Найкращий режисер                               | Акіра Куросава                            | Перемога                                  |                                           |
| 1981                                      | Премія «Майніті»                                  | Найкращий актор                                 | Тацуя Накадай                             | Перемога                                  |                                           |
| 1981                                      | Премія «Майніті»                                  | Найкращий художник-постановник                  | Йошіро Муракі                             | Перемога                                  |                                           |
| 1981                                      | Премія «Майніті»                                  | Найкраща музика до фільму                       | Сінітіро Ікебе                            | Перемога                                  |                                           |
| 1981                                      | Премія «Майніті»                                  | Приз глядацьких симпатій читачів                | Акіра Куросава                            | Перемога                                  |                                           |
| 1981                                      | Премія Kinema Junpo                               | Найкращий актор другого плану                   | Цутому Ямадзакі                           | Перемога                                  |                                           |
| 1981                                      | Італійський національний синдикат кіножурналістів | Срібна стрічка найкращому іноземному режисерові | Акіра Куросава                            | Перемога                                  |                                           |

## Цікаві факти
- Більша частина сюжету стрічки заснована на реальних історичних подіях — наприклад, битві при Наґашіно (1575)[6].
- Коли робота над сценарієм фільму була завершена Куросава почав переговори з кінокомпанією, але в питанні фінансів режисер і компанія зійтися не змогли і кошти для знімання фільму йому допомогли дістати Френсіс Форд Коппола і Джордж Лукас[7].